# Еволюция на плацентата
Плацентата е временен орган, характерен единствено за бозайниците, и възниква по време на бременността. От бозайниците единствено еднопроходните нямат плацента, защото тези видове снасят яйца.
Въз основа на днес съществуващите видове бозайници не може да се създаде пълна представа за еволюцията на плацентата. Липсват редица междинни форми на плаценти, които да ни покажат пряката връзка между днес съществуващите форми. Сред съвременните три подкласа на бозайниците всеки се характеризира с различно ниво на развитие на този орган.

## Еднопроходни бозайници
Това са бозайници, които стоят на междинен етап в развитието между влечугите и бозайниците. Те снасят и мътят яйца, а след излюпването на малкото възрастната женска го храни с мляко. Яйцата при тези видове представляват интерес поради факта, че нарастват през цялото време независимо от това, че притежават третична обвивка. Тази обвивка съответства на черупката при яйцата на птиците. Друга важна особеност за нея е, че обвивката е пропусклива за хранителни вещества. При ехидните излюпеното яйце престоява в коремната торбичка (марсупиум), през който плода в яйцето допълнително се храни и нараства независимо от черупката. Това нарастване много наподобява растежа на зародиша в маточната кухина при висшите бозайници.

## Двуутробни бозайници
Развитието на зародиша протича по по-съвършен начин от яйцеснасящите. При животните от този подклас бозайници яйцето е микроскопично (0,25 – 0,30 мм.) и след оплождането се покрива от тънък белтъчен слой и тънка влакнеста ципа. По този белег наподобява развитието на яйцата при птиците и влечугите. Оплодената яйцеклетка престоява много кратко време в матката (около 7 – 10 дни), но през това време тя бързо нараства и увеличава обема си около 1 млн. пъти. Въпреки интензивния растеж зародиша се ражда много малък. При кенгуруто той е с размерите на човешки пръст (5 – 6 см.). С помощта на майката плода се премества до марсупиума където продължава своето развитие.
Яйцата на двуутробните не притежават черупка и при попадане на зародиша в матката той влиза в пряк контакт с лигавицата ѝ. С помощта на кръвоносните съдове на пъпния мехур плода извлича хранителни вещества от матката. Този начин на изхранване показва, че при двуутробните животни макар и за кратко време от ембрионалното развитие се появява доста несъвършена плацента. Този тип плацента се нарича пъпномехурна, а по своя строеж тя се нарича безвъсева.

## Плацентни бозайници
Зародишните плаценти при този подклас животни съдържат множество въси поради, което те се наричат въсеви. Пъпномехурно кръвообращение функционира за кратко и то в началото на ембрионалното развитие. То бързо закърнява за сметка на алантоиса и хориона, които заедно образуват зародишната плацента (placenta fetalis). Втората част ѝ се образува от маточната лигавица и се нарича майчина плацента (placenta materna). Общият външен плоден мехур наречен алантохорион в качеството си на зародишна плацента се свързва с майчината плацента и черпи хранителни вещества и кислород. Това е основният принцип на строежа и функцията на плацентата при този подклас бозайници.
Съществуват обаче големи различия в строежа на плацентите, а той от своя страна е в пряка зависимост от съвършенството на начина на черпене на хранителните вещества от майчината кръв към зародиша. Съвършенството на плацентата обаче не е в пряка зависимост от степента на развитие на съответния вид бозайник. Тя е по скоро свързана с местообитанието, начина на живот и екологичната роля, която има вида в природата.
Човекът и човекоподобните маймуни притежават доста съвършена плацента. Гризачите обаче притежават една от най-съвършените плаценти, а конят и свинята като едни от най-висшите бозайници притежават една от най-примитивните плаценти.